# Visual Action Therapy
Bei der Visual Action Therapy (VAT) handelt es sich um ein nonverbales Therapiekonzept, das, wie die MIT (Melodische Intonationstherapie) von Nancy Helm-Estabrooks und ihren Kollegen in Boston (Harvard) entwickelt wurde.
Das Ziel des Konzeptes ist, kompensatorisch gestische Symbole für Handlungen und Gegenstände einzusetzen, wenn diese nicht verbal artikuliert werden können.

## Zielgruppe und Einschränkungen
Der Therapieansatz wurde für schwere Aphasien (globale Aphasien) mit leichten bis schweren begleitenden apraktischen Störungen entwickelt. Das Übungsprogramm kann auch bei visuellen Wahrnehmungsstörungen eingesetzt werden, weil systematisch eine Zuordnung von Bildern (verschiedener Perspektive) zu Objekten und von Gesten zu Bildern geübt wird.

## Durchführung
Mit dem Patienten werden kleinschrittig im visuell-gestischen Training Gesten (z. B. essen, trinken, schneiden, rasieren, kämmen, schreiben, lesen, telefonieren) erarbeitet. Diese Gesten sollen dem Patienten die Verständigung im Alltag erleichtern.